# Station Sète
Station Sète is een spoorwegstation in de Franse gemeente Sète.